# Hà Bà
Hà Bà (chữ Hán giản thể: 河婆街道) là một nhai đạo thuộc huyện Yết Tây, địa cấp thị Yết Dương, tỉnh Quảng Đông, Cộng hòa Nhân dân Trung Hoa. Đây là trung tâm hành chính của Yết Tây. Nhai đạo này có diện tích 102 km², trong đó diện tích đô thị 6 km². Dân số 132.628 người, trong đó có 49.877 người là nông dân, dân số phi nông nghiệp là 82.751 người. Nhai đạo này có hơn 80.000 Hoa kiều. Nhai đạo này nằm ở trung-tây huyện Kiết Tây. Về mặt hành chính, Hà Bà được chia thành 9 xã khu.